# Danh sách quốc gia châu Đại Dương theo GDP danh nghĩa 2012

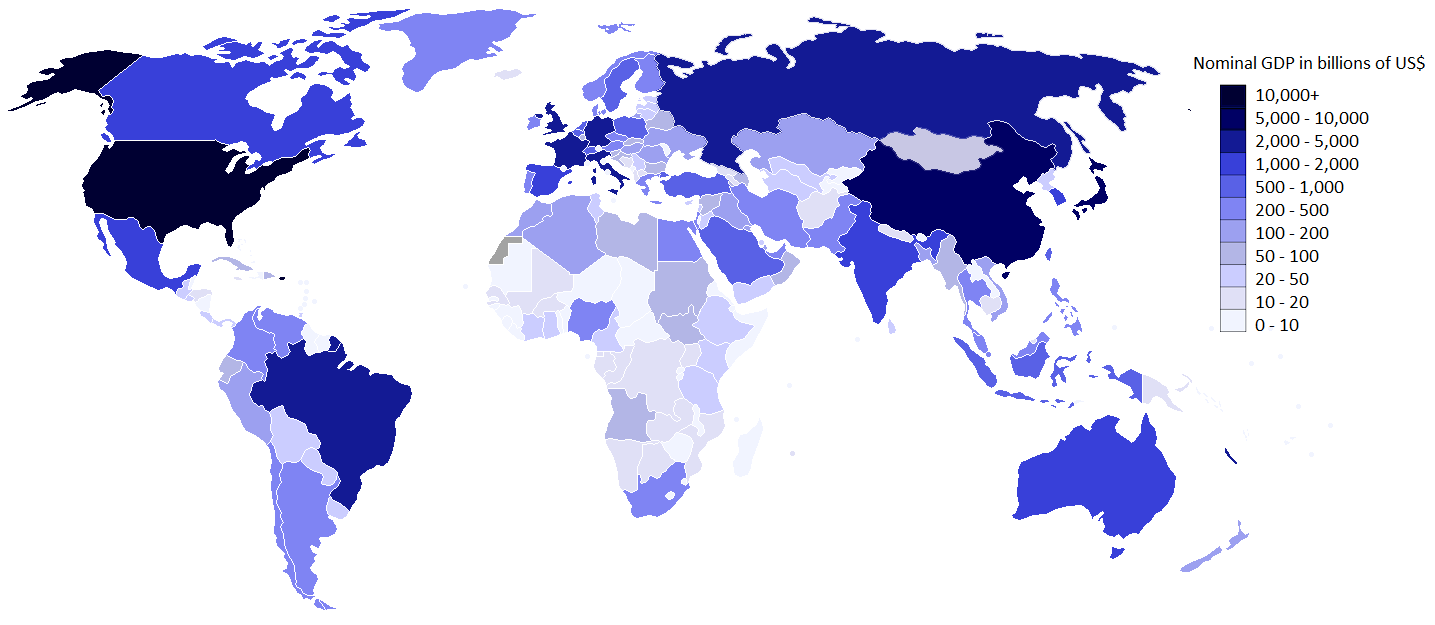
Các quốc gia theo GDP (danh nghĩa) 2012, theo thống kê của CIA Facebook.

Danh sách các quốc gia châu Đại Dương theo GDP danh nghĩa 2012 là bảng thống kê về GDP (danh nghĩa) 2012 của 23 quốc gia và vùng lãnh thổ châu Đại Dương, ngoài các quốc gia độc lập có đầy đủ chủ quyền còn có các vùng lãnh thổ: Polynesia thuộc Pháp, Wallis và Futuna, Đảo Phục Sinh, Tokelau, Niue, Quần đảo Cook, New Caledonia, Quần đảo Cocos, Guam, Quần đảo Bắc Mariana... Bảng thống kê được trích từ dữ liệu được công bố bởi Quỹ tiền tệ Quốc tế - IMF năm 2012, những quốc gia và vùng lãnh thổ không có dữ liệu được cập nhật từ CIA Facebook và Ngân hàng thế giới - WB cùng năm.
| STT | Quốc gia             | GDP danh nghĩa (triệu USD |
| --- | -------------------- | ------------------------- |
| 1   | Australia            | 1.541.700                 |
| 2   | New Zealand          | 169.831                   |
| 3   | Papua New Guinea     | 15.134                    |
| 4   | New Caledonia        | 9.840                     |
| 5   | Polynesia thuộc Pháp | 7.150                     |
| 6   | Fiji                 | 4.024                     |
| 7   | Guam                 | 2.500                     |
| 8   | Quần đảo Solomon     | 1.008                     |
| 9   | Tokelau              | 1.005                     |
| 10  | Quần đảo Bắc Mariana | 900                       |
| 11  | Vanuatu              | 787                       |
| 12  | Samoa                | 690                       |
| 13  | Samoa thuộc Mỹ       | 575,3                     |
| 14  | Tonga                | 471                       |
| 15  | Liên bang Micronesia | 236                       |
| 16  | Palau                | 228                       |
| 17  | Quần đảo Marshall    | 182                       |
| 18  | Kiribati             | 175                       |
| 19  | Nauru                | 121                       |
| 20  | Wallis và Futuna     | 60                        |
| 21  | Tuvalu               | 40                        |
| 22  | Niue                 | 10,01                     |
| 23  | Quần đảo Cook        | 2,83                      |